# Woodlawn (Karolina Północna)
Woodlawn – jednostka osadnicza w Stanach Zjednoczonych, w stanie Karolina Północna, w hrabstwie Alamance.